# Cerkiew św. Proroka Eliasza w Olszankach
Cerkiew pod wezwaniem św. Proroka Eliasza – cerkiew prawosławna, znajdująca się na terenie cmentarza prawosławnego w Olszankach. Świątynia filialna parafii św. Michała Archanioła w Kodniu, w dekanacie Terespol diecezji lubelsko-chełmskiej Polskiego Autokefalicznego Kościoła Prawosławnego.
Cerkiew została wyświęcona w 1997. Murowana, dwuczęściowa. Wejście do cerkwi poprzedzone wspartym na dwóch słupach daszkiem z frontonem i niewielką kopułką. Prezbiterium mniejsze od nawy. Dachy blaszane dwuspadowe. Nad nawą wieżyczka zwieńczona cebulastą kopułką. Nad prezbiterium również wieżyczka z cebulastą kopułką.